# M’Baye Niang
M’Baye Babacar Niang (Meulan-en-Yvelines, 1994. december 19. –) szenegáli labdarúgó, az Auxerre játékosa.

## Pályafutása
Niangot "fenoménként" és "rendkívüli képességűként" jellemezték, a profik között 2011 áprilisában, 16 évesen debütált, akkori csapata, a Caen a Toulouse ellen játszott. Játékstílusát sokan korábbi AC Milan-csapattársáéhoz, Mario Balotelliéhez hasonlítják. Niang kezdőként a következő héten debütált, a Nicet 4–0-ra verték idegenben. 2011. május 8-án megszerezte első gólját a profik között, a Lenssel 1–1-et játszottak. Három nappal később Niang lőtte az egyenlítő gólt a Rennes ellen hasonló eredménnyel véget ért találkozón. Hazáját U16-os, U17-es és U21-es szinten. 2014. januárban a Montpellierhez került kölcsönbe. A szezonban 19 bajnokin 4 gólt szerzett. 2015. januárban megint kölcsön játékosnak állt, ezúttal a Genoahoz. Itt 14 bajnokin 5 gól volt a mérlege. Első bajnoki gólját a Milanban 2015. november 28-án szerezte a Sampdoria ellen. Az AC Milanban első gólját a Reggina ellen 3–0-ra megnyert kupameccsen lőtte. Ezzel ő a csapat történetében a 2. legfiatalabb gólszerző. (17 éves 35 napos volt ekkor)
2017 júniusában az angol élvonalban szereplő Watford vette kölcsön fél évre.
2017 nyarán egy évre a Torino FC vette kölcsön.

## Sikerei, díjai
- AC Milan
  - Olasz szuperkupa: 2016

- Rennes
  - Francia kupa: 2018–19